# Japanische Fußball-Regionalligen-Finalrunde
Die japanische Fußball-Regionalligen-Finalrunde (jap. 全国地域サッカーチャンピオンズリーグ Zenkoku Chiiki Sakkā Chanpionsu Rīgu, wörtliche Übersetzung etwa „Nationale Regionalfußball-Champions League“) ist ein Fußball-Wettbewerb, der zur Bestimmung der aufstiegsberechtigten Mannschaften aus den japanischen Regionalligen in die Japan Football League dient. An ihm nehmen zwölf Mannschaften teil, darunter die Meister der neun Regionalligen sowie drei weitere Vereine, die sich üblicherweise über den Amateurpokal qualifizieren. Die Finalrunde findet jedes Jahr im November statt; im Jahr 2017 wurden die drei Vorrundengruppen in den Präfekturen Tochigi, Hyogo und Kagoshima ausgetragen, die Spiele der Endrunde fanden im Ichihara Seaside Stadium statt.

## Geschichte
Vor der Einführung der Finalrunde wurden die möglichen Aufsteiger in die Japan Soccer League üblicherweise durch das Abschneiden im Amateurpokal bestimmt, die beiden Finalisten dieses Wettbewerbs spielten hierbei Relegationsspiele gegen die beiden Tabellenletzten der JSL. Da der Amateurpokal jedoch im klassischen K.-o.-System ausgetragen wurde (und bis heute wird), entschloss sich der japanische Fußballverband 1977 dazu, einen Wettbewerb im Ligaformat einzuführen, um so mögliche Aufsteiger besser testen zu können.
Die Anzahl der verfügbaren Aufstiegsplätze variierte über die Jahre, und nicht immer gab es direkte Aufsteiger in die höheren Ligen. So spielten in den ersten zwei Jahren die beiden besten Mannschaften der Finalrunde nach wie vor zwei Relegationsspiele gegen die beiden Tabellenletzten der Japan Soccer League; der Sieger der Finalrunde trat hierbei gegen den Letzten der JSL an, der Zweitplatzierte maß sich mit dem JSL-Vorletzten. Im Jahr 1979 war der Gewinner des Turnieres erstmals direkt aufstiegsberechtigt, der Zweite hatte aber nach wie vor Relegationsspiele gegen den JSL-Vorletzten zu bestreiten. Erst 1986 kam es zur heute üblichen Regelung von normalerweise zwei festen Aufstiegsplätzen, es sei denn, Umstrukturierungen auf den höheren Ebenen der Ligenpyramide machten mehr oder weniger Aufsteiger notwendig.
Bis 2009 nahmen sechzehn Vereine an der Finalrunde teil. Neben den neun Regionalligameistern waren dies zusätzlich die Zweitplatzierten aus den Regionen, deren Teilnehmer im Vorjahr die Endrunde erreicht hatten (zwei bis vier Vereine), eine Universitätsmannschaft, der Amateurpokal-Sieger (falls nicht schon über die Liga qualifiziert) sowie mindestens ein weiterer Verein (bei freien Plätzen auch mehrere), der vom Verband benannt wurde. Diese besondere Zusammenstellung des Teilnehmerfeldes ermöglichte drei Universitätsmannschaften die Qualifikation für die Japan Football League. Die sechzehn Mannschaften wurden in vier Vierergruppen aufgeteilt, deren Sieger in der Endrunde die Aufsteiger bestimmten.
Zum Jahr 2010 traten umfassende Änderungen in Kraft. Unter anderem wurde das Recht des Universitätsfußballverbandes, einen Verein zur Endrunde vorzuschlagen, ebenso gestrichen wie das Vorschlagsrecht des japanischen Verbandes für vakante Plätze, dazu wurde das Teilnehmerfeld auf zwölf Mannschaften verkleinert. Anlässlich seines vierzigjährigen Jubiläums erhielt der Wettbewerb 2016 seinen jetzigen japanischen Namen, bis dahin war er als (全国地域サッカーリーグ決勝大会 Zenkoku Chiiki Sakkā Rīgu Kesshō Taikai, dt. etwa „Nationale Fußball-Regionalliga-Finals“) bekannt.

## Turnierformat

### Teilnahmeberechtigte Vereine
Seit 2010 qualifizieren sich insgesamt zwölf Mannschaften für den Wettbewerb. Diese werden in der folgenden Reihenfolge bestimmt:
1. Alle Meister der neun Regionalligen (insgesamt neun Vereine) sind automatisch qualifiziert. Sollte sich aufgrund unvorhergesehener Umstände der Meister einer Region nicht dazu in der Lage sehen, am Wettbewerb teilzunehmen, rückt der Zweitplatzierte nach. Sollte dieser auch nicht teilnehmen können, benennt der japanische Fußballverband einen Ersatzverein.
2. Über den Amateurpokal qualifizieren sich bis zu drei Vereine. Dies sind üblicherweise die besten drei Mannschaften des Wettbewerbs; sollten sich darunter bereits über die Regionalligen qualifizierte Mannschaften befinden, rückt maximal der Viertplatzierte nach.[3]
3. Sollten jetzt noch freie Plätze vorhanden sein, wird einer von diesen seit 2016 an einen Verein vergeben, der den 100-Jahr-Plan-Status der J. League besitzt und in seiner Regionalliga den zweiten Platz belegt hat. Falls es mehrere solche Vereine geben sollte, erhält das Team, das den Status am längsten besitzt, den Zuschlag.[2]
4. Sollten nach Berücksichtigung der obigen Kriterien immer noch freie Plätze vorhanden sein, werden diese seit 2010 gemäß der untenstehenden Reihenfolge an die am höchsten stehenden Regionen vergeben, die dieses Recht noch nicht genossen haben; in diesem Fall ist neben dem Meister auch der Zweitplatzierte (bzw. der Drittplatzierte, falls der Meister nicht teilnehmen kann) der entsprechenden Regionalliga qualifiziert:[3]
  1. Tōhoku
  2. Shikoku
  3. Kantō – zuletzt 2010 vergeben an Saitama SC
  4. Kansai – zuletzt 2011 vergeben an Banditonce Kakogawa
  5. Kyūshū – zuletzt 2013 vergeben an FC Kagoshima
  6. Tōkai – zuletzt 2017 vergeben an FC Kariya
  7. Hokkaidō – Norbritz Hokkaido verzichtete 2018
  8. Chūgoku – Mitsubishi Motors Mizushima FC verzichtete 2018
  9. Hokushin'etsu – zuletzt 2018 vergeben an Artista Asama

### Modus
Ähnlich einer Welt- oder Europameisterschaft findet die Regionalliga-Finalrunde jedes Jahr in einer einzigen Präfektur statt. Die zwölf Mannschaften werden in drei Gruppen à vier Teams eingeteilt, jeder Verein spielt genau einmal gegen jedes andere Gruppenmitglied. Die drei Gruppensieger sowie der beste Zweitplatzierte erreichen die Finalrunde, auch hier spielt wieder jede Mannschaft einmal gegen jeden Gegner.
Für einen Sieg gibt es drei Punkte; sollte es nach 90 Minuten unentschieden stehen, wird direkt im Anschluss ein Elfmeterschießen ausgetragen, dessen Sieger zwei Punkte und dessen Verlierer einen Punkt erhält. Gruppensieger ist die Mannschaft mit den meisten Punkten, bei Punktgleichheit werden nacheinander die folgenden Kriterien herangezogen: Tordifferenz, geschossene Tore, direkter Vergleich, Ausgang des Elfmeterschießens falls vorhanden, Losentscheid.

### Anzahl der Aufsteiger
Momentan steigen die besten zwei Mannschaften der Endrunde direkt in die Japan Football League auf. Die Anzahl der Aufsteiger sowie die Art der Aufstiegsmöglichkeit (direkter Aufstieg, Relegationsspiele) und das Aufstiegsziel haben jedoch im Laufe der Zeit beträchtlich variiert:
- 1977–78: Relegation in Hin- und Rückspiel gegen Vertreter der Japan Soccer League; Endrundensieger gegen Tabellenletzten der JSL, Zweitplatzierter gegen den JSL-Vorletzten
- 1979–83: Endrundensieger steigt direkt in die Japan Soccer League auf, Zweitplatzierter spielt Relegation in Hin- und Rückspiel gegen den JSL-Vorletzten
- 1984–85: Vier direkte Aufsteiger bedingt durch Erweiterung der Japan Soccer League
- 1986–92: Zwei direkte Aufsteiger in die Japan Soccer League (bis 1991) bzw. alte Japan Football League (1992)
- 1993: Relegation in Hin- und Rückspiel gegen Vertreter der Japan Football League; Endrundensieger gegen Tabellenletzten der JFL (da der Sieger verzichtete, spielte stattdessen der Zweitplatzierte die Relegation)
- 1994–97: Zwei direkte Aufsteiger in die Japan Football League
- 1998: Ein direkter Aufsteiger in die neue Japan Football League
- 1999–2001: Zwei direkte Aufsteiger in die Japan Football League
- 2002: Relegation in Hin- und Rückspiel gegen Vertreter der Japan Football League; Endrundensieger gegen Tabellensechzehnten der JFL, Zweitplatzierter gegen den JFL-Fünftzehnten
- 2003: Endrundensieger steigt direkt in die Japan Football League auf, Zweitplatzierter spielt Relegation in Hin- und Rückspiel gegen den JFL-Letzten
- 2004–05: Drei direkte Aufsteiger in die Japan Football League
- 2006: Endrundensieger steigt direkt in die Japan Football League auf, Zweitplatzierter spielt Relegation in Hin- und Rückspiel gegen den JFL-Letzten
- 2007–12: Zwei direkte Aufsteiger in die Japan Football League, Drittplatzierter spielt Relegation in Hin- und Rückspiel gegen einen JFL-Verein; 2007, 2008 und 2011 aufgrund Zurückziehungen oder Fusionen drei Direktaufsteiger
- 2013: Drei direkte Aufsteiger; Endrundensieger stieg in die J3 League auf, Zweit- und Drittplatzierter in die Japan Football League
- seit 2014: Zwei direkte Aufsteiger in die Japan Football League, 2014 zusätzlich dritter Aufsteiger aufgrund eines freien Platzes in der JFL

## Statistik

### Endrundenteilnehmer und deren Platzierungen
Mannschaften, die hellblau unterlegt sind, stiegen in eine höhere Liga auf.
| Jahr | Sieger                                   | 2. Platz                                   | 3. Platz                           | 4. Platz                                 |
| ---- | ---------------------------------------- | ------------------------------------------ | ---------------------------------- | ---------------------------------------- |
| 1977 | Yamaha Motors (Tōkai)                    | Tōshiba Horikawa-chō (Kantō)               | Toho Titanium SC (Kantō)           | Dainichi Nippon Densen SC (Kansai)       |
| 1978 | Yamaha Motors (Tōkai)                    | Toho Titanium SC (Kantō)                   | Dainichi Nippon Densen SC (Kansai) | Daikyo Oil SC (Tōkai)h                   |
| 1979 | Daikyo Oil SC (Tōkai)                    | Kyōto Shikō Club (Kansai)                  | Furukawa Electric Chiba SC (Kantō) | Nagoya Club (Tōkai)                      |
| 1980 | Nagoya Club (Tōkai)                      | Furukawa Electric Chiba SC (Kantō)         | Saitama Teachers (Kantō)           | NTT Kinki SC (Kansai)                    |
| 1981 | Saitama Teachers (Kantō)                 | NTT Kinki SC (Kansai)                      | Daikyo Oil SC (Tōkai)              | Kawasaki Steel Mizushima (Chūgoku)       |
| 1982 | Toho Titanium SC (Kantō)                 | Seinō Transportation SC (Tōkai)            | Hyōgo Teachers (Kansai)            | Daikyo Oil SC (Tōkai)                    |
| 1983 | Yokohama TriStar (Kantō)                 | Matsushita Electric Industrial SC (Kansai) | Teijin Matsuyama (Shikoku)         | NTT Kantō SC (Kantō)                     |
| 1984 | Seinō Transportation SC (Tōkai)          | Kyōto Police Department SC (Kansai)        | TDK SC (Tōhoku)                    | Osaka Gas SC（Kansai                     |
| 1985 | Cosmo Daikyo SC (Tōkai)                  | Kawasaki Steel Mizushima (Chūgoku)         | Toho Titanium SC (Kantō)           | NTT Kansai SC (Kansai)                   |
| 1986 | NTT Kantō SC (Kantō)                     | Mazda Auto Hiroshima SC (Chūgoku)          | Toyoda Machine Works FC (Tōkai)    | Saitama Teachers (Kantō)                 |
| 1987 | Teijin SC (Shikoku)                      | Fujieda City Hall SC (Tōkai)               | Matsushima Club (Tōhoku)           |                                          |
| 1988 | Mazda Auto Hiroshima SC (Chūgoku)        | Kyōto Shikō Club (Kansai)                  | Tokyo Gas (Kantō)                  | Yomiuri Club Juniors (Kantō)             |
| 1989 | Yomiuri Club Juniors (Kantō)             | Otsuka Pharmaceutical SC (Shikoku)         | Seinō Transportation SC (Tōkai)    | NTT Kansai (Kansai)                      |
| 1990 | Tokyo Gas (Kantō)                        | Chūō Bōhan SC (Tōkai)                      | Seinō Transportation SC (Tōkai)    | Osaka Teidai Kemari Club (Kansai)        |
| 1991 | Osaka Gas SC (Kansai)                    | Osaka Teidai Kemari Club (Kansai)          | Seinō Transportation SC (Tōkai)    | NEC Yamagata (Tōhoku)                    |
| 1992 | PJM Futures (Tōkai)                      | Toyota Motors Higashi-Fuji FC (Tōkai)      | NEC Yamagata (Tōhoku)              | Central Kōbe (Kansai)                    |
| 1993 | Nippon Denso SC (Tōkai)                  | NEC Yamagata (Tōhoku)                      | Jatco FC (Tōkai)                   | Tōa Construction SC (Kyūshu)             |
| 1994 | Tōhoku Electric Power SC (Tōhoku)        | Fukushima FC (Tōhoku)                      | Yokogawa Denki (Kantō)             | Tōa Construction SC (Kyūshu)             |
| 1995 | Nippon Denso SC (Tōkai)                  | Ōita FC (Kyūshu)                           | Yokogawa Denki (Kantō)             | YKK AP SC (Hokushin'etsu)                |
| 1996 | Jatco FC (Tōkai)                         | Prima Ham FC (Kantō)                       | Mazda SC (Chūgoku)                 | Hokkaidō Electric Power (Hokkaidō)       |
| 1997 | Sony Sendai FC (Tōhoku)                  | Albirex Niigata (Hokushin'etsu)            | Yokogawa Denki (Kantō)             | Kyōken FC (Kansai)                       |
| 1998 | Yokogawa Denki (Kantō)                   | Hitachi Shimizu SC (Tōkai)                 | Ehime FC (Shikoku)                 | NTT Kyūshu (Kyūshu)                      |
| 1999 | ALO's Hokuriku (Hokushin'etsu)           | Tochigi SC (Kantō)                         | Honda Luminozo Sayama FC (Kantō)   | YKK AP SC (Hokushin'etsu)                |
| 2000 | Sagawa Express Tōkyō SC (Kantō)          | YKK AP SC (Hokushin'etsu)                  | NTT West Kumamoto (Kyūshu)         | SC Tottori (Chūgoku)                     |
| 2001 | Sagawa Express Ōsaka SC (Kansai)         | Profesor Miyazaki (Kyūshu)                 | Nangoku Kōchi FC (Shikoku)         | FC Ueda Gentian (Hokushin'etsu)          |
| 2002 | Ain Foods SC (Kansai)                    | Sagawa Insatsu SC (Kansai)                 | Shizuoka FC (Tōkai)                | Volca Kagoshima (Kyūshu)                 |
| 2003 | Thespa Kusatsu (Kantō)                   | Gunma FC Horikoshi (Kantō)                 | Shizuoka FC (Tōkai)                | Shizuoka Sangyo University FC (Uni-Liga) |
| 2004 | Mitsubishi Motors Mizushima FC (Chūgoku) | Ryūtsū Keizai University FC (Uni-Liga)     | Honda Lock SC (Kyūshu)             | Honda Luminozo Sayama FC (Kantō)         |
| 2005 | FC Ryūkyū (Kyūshu)                       | JEF Amateurs (Kantō)                       | Rosso Kumamoto (Kyūshu)            | Banditonce Kōbe (Kansai)                 |
| 2006 | TDK SC (Tōhoku)                          | FC Gifu (Tōkai)                            | Fagiano Okayama (Chūgoku)          | V-Varen Nagasaki (Kyūshu)                |
| 2007 | Fagiano Okayama (Chūgoku)                | New Wave Kitakyūshū (Kyūshu)               | FC Mi-O Biwaku Kusatsu (Kansai)    | Banditonce Kōbe (Kansai)                 |
| 2008 | FC Machida Zelvia (Kantō)                | V-Varen Nagasaki (Kyūshu)                  | Honda Lock SC (Kyūshu)             | Renofa Yamaguchi FC (Chūgoku)            |
| 2009 | Matsumoto Yamaga FC (Hokushin'etsu)      | Hitachi Tochigi Uva SC (Kantō)             | Zweigen Kanazawa (Hokushin'etsu)   | YSCC (Kantō)                             |
| 2010 | Kamatamare Sanuki (Shikoku)              | AC Nagano Parceiro (Hokushin'etsu)         | Sanyo Electric Sumoto (Kansai)     | YSCC (Kantō)                             |
| 2011 | YSCC (Kantō)                             | Fujieda MYFC (Tōkai)                       | Hoyo AC Elan Ōita (Kyūshu)         | SC Sagamihara (Kantō)                    |
| 2012 | SC Sagamihara (Kantō)                    | Fukushima United FC (Tōhoku)               | Norbritz Hokkaidō (Hokkaidō)       | Fagiano Okayama Next (Chūgoku)           |
| 2013 | Grulla Morioka (Tōhoku)                  | Fagiano Okayama Next (Chūgoku)             | FC Kagoshima (Kyūshu)              | Volca Kagoshima (Kyūshu)                 |
| 2014 | Nara Club (Kansai)                       | FC Ōsaka (Kansai)                          | Club Dragons (Kantō)               | Saurcos Fukui (Hokushin'etsu)            |
| 2015 | ReinMeer Aomori FC (Tōhoku)              | Briobecca Urayasu (Kantō)                  | Saurcos Fukui (Hokushin'etsu)      | FC Kariya (Tōkai)                        |
| 2016 | FC Imabari (Shikoku)                     | Veertien Mie (Tōkai)                       | Suzuka Unlimited FC (Tōkai)        | Mitsubishi Motors Mizushima FC (Chūgoku) |
| 2017 | Cobaltore Onagawa (Tōhoku)               | Tegevajaro Miyazaki (Kyūshu)               | Vonds Ichihara (Kantō)             | Amitie SC Kyōto (Kansai)                 |
| 2018 | Matsue City FC (Chūgoku)                 | Suzuka Unlimited FC (Tōkai)                | FC Kariya (Tōkai)                  | J.FC Miyazaki (Kyūshu)                   |

Anmerkungen
1. ↑  Verein scheiterte im Relegationsspiel
2. 1 2 3  Verein verzichtete aus finanziellen Gründen auf den Aufstieg
3. 1 2  Verein stieg trotz Scheiterns in der Endrunde aufgrund Erweiterung der Japan Football League über die Platzierung im Amateurpokal auf

### Sieger nach Regionen
Fettgedruckte Vereine spielen heute in einer der drei Divisionen der J. League (Stand Saison 2019). Kursivgedruckte Vereine existieren heute nicht mehr. Ein Kreuz (†) zeigt an, dass der Verein nach einem Titelgewinn durch Umzug die Region gewechselt hat.
| Region        | Anzahl Titel | Vereine |
| ------------- | ------------ | --- |
| Kantō         | 12           | FC Machida Zelvia, Ōmiya Ardija, SC Sagamihara, Sagawa Express Tōkyō SC, Saitama SC, Thespa Kusatsu, Toho Titanium SC, FC Tokyo, Yokogawa Denki, Yokohama Flügels, Yokohama SCC, Yomiuri Club Juniors |
| Tōkai         | 10           | Cosmo Oil SC (2), Júbilo Iwata (2), FC Kariya (2), Jatco FC, Nagoya SC, Seinō Transportation SC, Tosu Futures†                                                                                        |
| Tōhoku        | 6            | Blaublitz Akita, Grulla Morioka, Cobaltore Onagawa, ReinMeer Aomori FC, Sony Sendai FC, Vegalta Sendai                                                                                                |
| Kansai        | 4            | Ain Foods, Nara Club, Osaka Gas SC, Sagawa Express Ōsaka SC |
| Chūgoku       | 4            | Fagiano Okayama, Matsue City FC, Mazda Auto Hiroshima, Mitsubishi Motors Mizushima FC |
| Shikoku       | 3            | Teijin SC, Kamatamare Sanuki, FC Imabari |
| Hokushin'etsu | 2            | ALO's Hokuriku, Matsumoto Yamaga FC |
| Kyūshū        | 1            | FC Ryūkyū |
| Hokkaidō      |              | bislang keine |